# João da Cruz e Santos
João da Cruz e Santos, 1º e único barão de Uruçuí (1841 — 1896), foi um político brasileiro.
Filho de Joaquim Antônio dos Santos e de Cândida Vieira, casou com Verônica Castelo Branco. O título faz referência ao Rio Uruçuí-Preto.
Foi vice-presidente da província do Piauí, exercendo a presidência interinamente de 10 a 12 de outubro de 1889. Com a proclamação da república em 15 de novembro de 1889, foi membro da junta governativa provisória do Piauí, de 18 a 26 de dezembro de 1889. Foi vice-governador do Piauí no regime republicano, assumindo o governo interinamente, de 19 de outubro a 27 de dezembro de 1890, período durante o qual emancipou a cidade de Picos.
Foi coronel da Guarda Nacional.